# Charlie Gardiner
Charles Robert Gardiner, född 31 december 1904 i Edinburgh, Storbritannien, död 13 juni 1934 i Winnipeg, Manitoba, var en skotsk-kanadensisk professionell ishockeymålvakt.

## Karriär
Charlie Gardiner var ishockeyfostrad i Winnipeg, Manitoba, dit hans familj kommit från Skottland 1911 och där han spelade med Winnipeg Tigers och Winnipeg Maroons samt med närbelägna Selkirk Fishermen.
Från 1927 till och med 1934 spelade Gardiner i NHL för Chicago Black Hawks. Med Black Hawks vann han Stanley Cup 1934 samt två Vezina Trophy som ligans bäste målvakt säsongerna 1931–32 och 1933–34.
Två månader efter det att Gardiner vunnit Stanley Cup med Chicago Black Hawks 1934 dog han av en hjärnblödning, 29 år gammal.

## Statistik
MJHL = Manitoba Junior Hockey League, MHL = Manitoba Hockey League, AHA = American Hockey Association

M = Matcher, V = Vinster, F = Förluster, O = Oavgjorda, Min. = Spelade minuter, IM = Insläppta mål, N = Hållna nollor, GIM = Genomsnitt insläppta mål per match
| 1921–22    | Winnipeg Tigers     | MJHL       | 1   | 0   | 1   | 0  | 60    | 6   | 0  | 6.00 | —  | —  | — | — | —    | —  | — | —    |
| 1922–23    | Winnipeg Tigers     | MJHL       | 6   | —   | —   | —  | 370   | 19  | 0  | 3.08 | —  | —  | — | — | —    | —  | — | —    |
| 1923–24    | Winnipeg Tigers     | MJHL       | —   | —   | —   | —  | —     | —   | —  | —    | 1  | 1  | 0 | 0 | 60   | 0  | 1 | 0.00 |
| 1924–25    | Selkirk Fishermen   | MHL        | 18  | —   | —   | —  | 1080  | 33  | 2  | 1,83 | 2  | 0  | 2 | 0 | 120  | 6  | 0 | 3.00 |
| 1925–26    | Winnipeg Maroons    | CHL        | 38  | —   | —   | —  | 2280  | 82  | 6  | 2.16 | 5  | —  | — | — | 300  | 10 | 1 | 2.00 |
| 1926–27    | Winnipeg Maroons    | AHA        | 36  | 17  | 14  | 5  | 2203  | 77  | 6  | 2.14 | 3  | 0  | 3 | 0 | 180  | 8  | 0 | 2.67 |
| 1927–28    | Chicago Black Hawks | NHL        | 40  | 6   | 32  | 2  | 2420  | 114 | 3  | 2.83 | —  | —  | — | — | —    | —  | — | —    |
| 1928–29    | Chicago Black Hawks | NHL        | 44  | 7   | 29  | 8  | 2758  | 85  | 5  | 1.85 | —  | —  | — | — | —    | —  | — | —    |
| 1929–30    | Chicago Black Hawks | NHL        | 44  | 21  | 18  | 5  | 2750  | 111 | 3  | 2.42 | 2  | 0  | 1 | 1 | 172  | 3  | 0 | 1.05 |
| 1930–31    | Chicago Black Hawks | NHL        | 44  | 24  | 17  | 3  | 2710  | 78  | 12 | 1.73 | 9  | 5  | 3 | 1 | 638  | 14 | 2 | 1.32 |
| 1931–32    | Chicago Black Hawks | NHL        | 48  | 18  | 19  | 11 | 2989  | 92  | 4  | 1.85 | 2  | 1  | 1 | 0 | 120  | 6  | 1 | 3.00 |
| 1932–33    | Chicago Black Hawks | NHL        | 48  | 16  | 20  | 12 | 3010  | 101 | 5  | 2.01 | —  | —  | — | — | —    | —  | — | —    |
| 1933–34    | Chicago Black Hawks | NHL        | 48  | 20  | 17  | 11 | 3050  | 83  | 10 | 1.63 | 8  | 6  | 1 | 1 | 542  | 12 | 2 | 1.33 |
| NHL totalT | NHL totalT          | NHL totalT | 316 | 112 | 152 | 52 | 19687 | 664 | 42 | 2.02 | 21 | 12 | 6 | 3 | 1472 | 35 | 5 | 1.43 |